# Фишетти, Рокко
Рокко «Рокки» Фишетти (англ. Rocco "Rocky" Fischetti; 24 марта 1903 — 5 июля 1964, Массапекуа, округ Нассо, штат Нью-Йорк, США), также известный как «Ральф Фишер» (итал. Ralph Fisher) — италоамериканский гангстер из преступного синдиката известного как «Чикагский филиал», руководил множеством незаконных игорных операций. Фишетти также сопровождал певца Фрэнка Синатру в двух его поездках в Гавану (Куба). Двоюродный брат знаменитого чикагского гангстера Аль Капоне и родной брат гангстеров Чарльза и Джозефа Фишетти.

## Биография
В 1920-х годах Фишетти, выросший в Нью-Йорке, и два его брата, Чарльз и Джозеф Фишетти, переехали в Чикаго, чтобы присоединиться к своему двоюродному брату Аль Капоне, одному из руководителей преступного синдиката известного как «Чикагский филиал». В этот период братья Фишетти попеременно были водителями и телохранителями Капоне, а также занимались перегонкой контрафактного алкоголя. После того, как «сухой закон» закончился, Рокко Фишетти начал заниматься незаконными азартными играми для «Филиала». В 1932 году Рокко был телохранителем Джона Капоне, брата Аль Капоне, когда их обоих были арестованы на улице Чикаго за мелкое правонарушение.
Затем Рокко Фишетти управлял одними из крупнейших нелегальных игорных заведений в округах Лейк и Кук в штате Иллинойс. В Сисеро, пригороде Чикаго, Рокко Фишетти руководил печально известным клубом Rock Garden Club, контролируемом «Филиалом». В 1943 году расследование большого жюри азартных игр в Сисеро побудило Рокко переместиться в загородный клуб Vernon Country Club в округе Лейк (Иллинойс), одно из самых изысканных заведений в этом районе. В последующие годы, после расследований в округе Лейк, Рокко перенёс свой игорный бизнес в Чикаго.
За это время Рокко и его братья подружились с со звездой американской эстрады Фрэнком Синатрой. В 1946 году Рокко, Чарльз Фишетти и босс «Филиала» Тони Аккардо посетили Гаванскую конференцию, съезд мафиозных боссов со всей Северной Америки. Официальное прикрытие Гаванской конференции заключалось в том, что мафиози присутствовали на гала-вечеринке с Синатрой в качестве артиста и Фрэнк прилетел в Гавану из Чикаго. Чарльз и Рокко доставили чемодан с 2 миллионами долларов Лаки Лучано, основателю мафиозной Комиссии, которого не пускали в Соединённые Штаты. Эти деньги были долей Лучано в американском рэкете, который он продолжал получать находясь за рубежом. В феврале 1947 года, по данным ФБР, Рокко и Джозеф Фишетти снова отправились в Гавану с Синатрой. Во время этого визита они снова встретились с Лучано. В том же 1947 году Рокко присутствовал на похоронах Аль Капоне в Чикаго.
В 1948 году Рокко Фишетти вместе с Августом Д. Либе было предъявлено обвинение в незаконных азартных играх в их клубе Vernon Country Club.
В 1957 году, когда Аккардо ушел на покой, стал новым боссом «Филиала» стал Сэм Джанкана. Он снова заставил Рокко управлять игорными операциями в Сисеро.
Скончался 5 июля 1964 года в возрасте 61 года от сердечного приступа, когда навещал друга в Массапекуа (округ Нассо, штат Нью-Йорк). Похоронен на Национальном кладбище Лонг-Айленда округе Саффолк штата Нью-Йорк.
Разведён.